# Паша Парфени
Паша Парфени е молдовски певец. Той представя два пъти Молдова на „Евровизия" през 2012 и 2023.

## Биография
Истинското му име е Павел Парфени. Роден е на 30 май 1986 г. Баща му е певец и китарист, а майка му е учителка по пиано.. Бил е част от групата SunStroke Project